# Autour huppé
Lophospiza trivirgata
Espèce
Répartition géographique
Statut de conservation UICN

 LC  : Préoccupation mineure
Statut CITES
L'Autour huppé (Lophospiza trivirgata) est une espèce d'oiseau de la famille des Accipitridae.

## Description
L'autour huppé est un rapace diurne mesurant de 30 à 45 cm de hauteur et d'une envergure de 65 à 85 cm. Il pèse de 225 à 450 g.

## Habitat
Il fréquente les forêts dans les zones de plaines tropicales ou dans les régions subtropicales de collines et de montagnes. Il visite aussi parfois les parcelles en cours de régénération, les zones boisées qui bordent les villages, les terres cultivées et les jardins botaniques.

## Nutrition
L'autour huppé est carnivore.
Il mange des oiseaux, des lézards, des petits mammifères, des grenouilles et des gros insectes, sans doute dans cet ordre de préférence.
Les petits oiseaux, les poussins des coqs de Bankiva, les lézards, les rats et les musaraignes composent l'alimentation de base.

## Reproduction

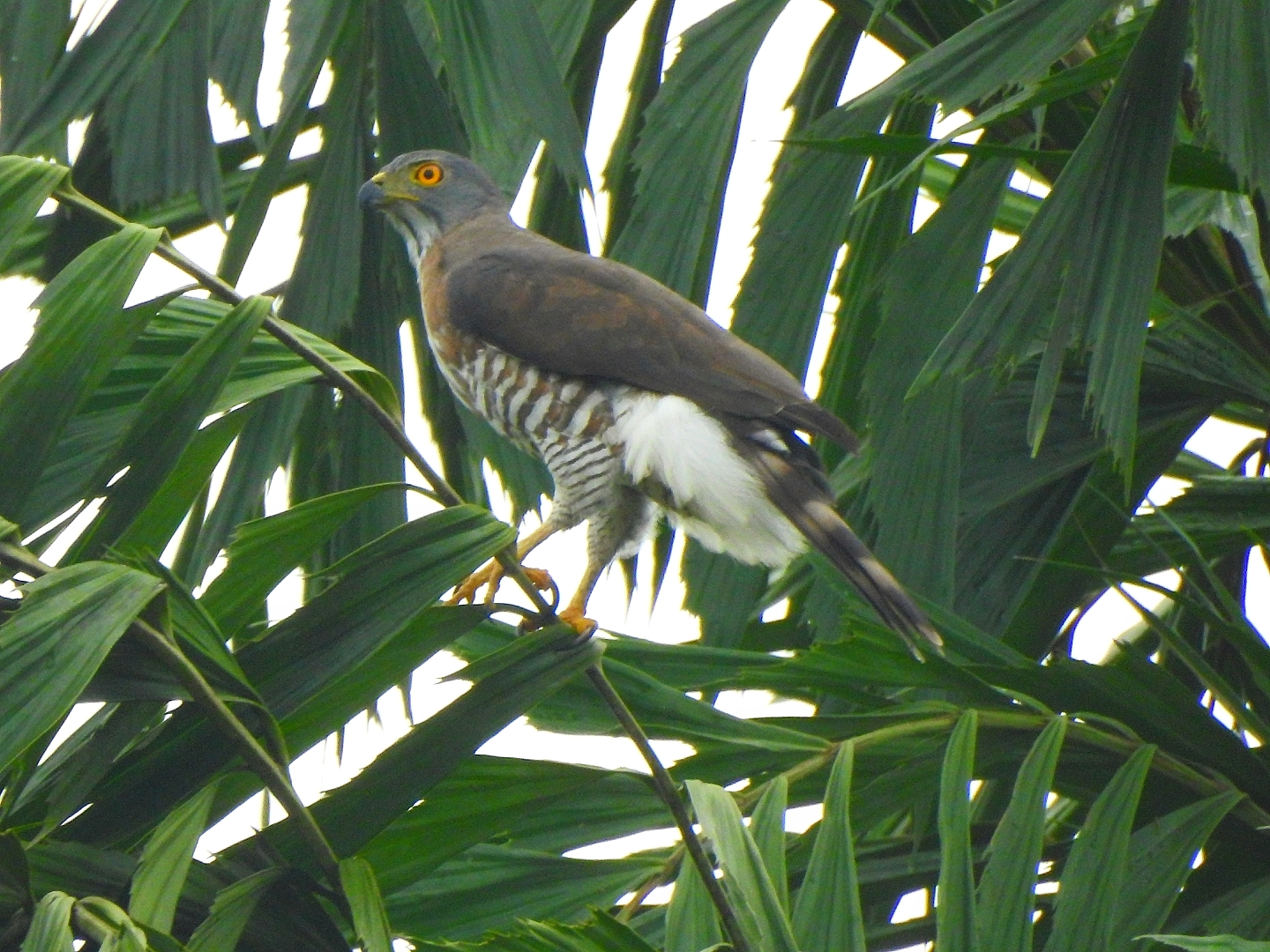

L'autour huppé construit un nid volumineux avec des morceaux de bois. Après qu'il l'ait utilisé pendant plusieurs années consécutive, ce nid peut atteindre 50 cm de diamètre et jusqu'à 30 cm de profondeur ; il est placé entre 9 et 13 mètres au-dessus du sol sur une branche bien feuillue. L'autour y pond 2 ou 3 œufs.

## Répartition et sous-espèces
Il est répandu à travers l'écozone indomalaise.
Selon la classification de référence du Congrès ornithologique international (15.1, 2025) il se répartit en onze sous-espèces (ordre philogénique) :
- L. t. indicus (Hodgson, 1836) — de l'Inde à travers le sud de la Chine et l'Indochine ;
- L. t. formosae (Mayr, 1949 — Taïwan ;
- L. t. peninsulae Koelz, 1949 — sud-ouest de l'Inde ;
- L. t. layardi (Whistler, 1936) — Sri Lanka ;
- L. t. trivirgatus (Temminck, 1824) — Sumatra ;
- L. t. niasensis Mayr, 1949 — Nias ;
- L. t. javanicus Mayr, 1949 — Java et Bali ;
- L. t. microstictus Mayr, 1949 — Bornéo ;
- L. t. palawanus Mayr, 1949 — îles Calamian et Palawan ;
- L. t. castroi Manuel & Gilliard, 1952 — Polillo ;
- L. t. extimus Mayr, 1945 — sud-est des Philippines.